# Damien Leone
Damien Leone (New York City, 29 gennaio 1982) è un regista, sceneggiatore, produttore cinematografico, montatore  e supervisore degli effetti speciali statunitense.
È noto principalmente per aver diretto e sceneggiato i film legati al personaggio di Art the Clown come Terrifier, Terrifier 2 , Terrifier 3 e All Hallows' Eve.

## Biografia
Leone dà inizio alla sua carriera nel 2008 dirigendo, scrivendo e producendo il cortometraggio horror The 9th Circle, a cui fa seguito nel 2011 il cortometraggio Terrifier. In entrambi i progetti figura il personaggio di Art the Clown, destinato negli anni successivi a ottenere una grande popolarità presso gli amanti del cinema di genere.
Nel 2013 realizza quindi il suo primo lungometraggio All Hallows' Eve, film antologico in cui vengono inseriti anche i due cortometraggi editi negli anni precedenti. Nel 2015 realizza il film Frankestein Vs. the Mummy, il quale viene pubblicato direttamente per il mercato home video e reso disponibile anche per il download digitale. Segue la produzione di All Hallows' Eve 2, sequel del precedente film antologico di cui Leone non cura tuttavia regia e sceneggiatura.
Nel 2016 Leone scrive, dirige e produce Terrifier, spin off di All Hallows' Eve in cui viene riproposto il personaggio di Art the Clown. Nonostante il basso budget raccolto tramite crowdfunding e una distribuzione limitata nei cinema, negli anni successivi l'opera ha acquisito una rilevanza sempre maggiore fra gli appassionati del genere slasher, spingendo quindi Leone a realizzarne un sequel. Il film Terrifier 2, pubblicato nel 2022, ottiene a sorpresa un successo commerciale di gran lunga superiore al precedente, al punto da portare il distributore a triplicare il periodo di permanenza nelle sale inizialmente previsto. Il film diventa inoltre oggetto di grande attenzione mediatica a causa delle reazioni di molti spettatori statunitensi alla sua visione, i quali hanno accusato svenimenti e attacchi di vomito, determinando in molti casi l'intervento di ambulanze.
In seguito al successo e all'impatto mediatico di Terrifier 2, Damien Leone conferma la realizzazione di un ulteriore capitolo della saga che potrebbe venire scisso in due film differenti.
Nel 2024 esce Terrifier 3, che ottiene un grande successo da parte del pubblico ed al botteghino.

## Filmografia

### Regista
- The 9th Circle - cortometraggio (2008)
- Terrifier - cortometraggio (2011)
- All Hallows' Eve (2013)
- Frankestein Vs. the Mummy (2015)
- Terrifier (2016)
- Terrifier 2 (2022)
- Terrifier 3 (2024)

### Sceneggiatore
- The 9th Circle - cortometraggio (2008)
- Terrifier - cortometraggio (2011)
- All Hallows' Eve (2013)
- Frankestein Vs. the Mummy (2015)
- Terrifier (2016)
- Terrifier 2 (2022)
- Terrifier 3 (2024)

### Produttore cinematografico
- The 9th Circle - cortometraggio (2008)
- Terrifier - cortometraggio (2011)
- All Hallows' Eve (2013)
- Frankestein Vs. the Mummy (2015)
- All Hallows' Eve 2, regia di Bryan Norton, Antonio Padovan, Jay Holden, James and Jon Kondelik, Andrés Borghi (2015)
- Terrifier (2016)
- Terrifier 2 (2022)
- Terrifier 3 (2024)